# (6061) 1981 SQ2
(6061) 1981 SQ2 (1981 SQ2, 1964 TV1, 1964 VG1, 1985 XZ) — астероїд головного поясу, відкритий 20 вересня 1981 року.
Тіссеранів параметр щодо Юпітера — 3,588.